# Cavillatrix curtichela
Cavillatrix curtichela là một loài ruồi trong họ Tachinidae.